# Magnanville
Magnanville är en kommun i departementet Yvelines i regionen Île-de-France i norra Frankrike. Kommunen ligger i kantonen Mantes-la-Ville som tillhör arrondissementet Mantes-la-Jolie. År 2022 hade Magnanville 6 389 invånare.

## Befolkningsutveckling
Antalet invånare i kommunen Magnanville
| Referens: INSEE |